# سانداي ابالو
سانداي ابالو (بالإنجليزية: Sunday Abalo)‏ (14 مايو 1995 بنيجيريا - ) هو لاعب كرة قدم نيجيري في مركز الوسط. لعب مع نادي ريو أفي ونادي ليتشويس.

## روابط خارجية
- سانداي ابالو على موقع قاعدة بيانات كرة القدم.إي يو (الإنجليزية)
- سانداي ابالو على موقع Soccerway.com (الإنجليزية)
- سانداي ابالو على موقع AS.com (الإسبانية)